# 新谷恵司
新谷 恵司（しんたに けいじ、1959年 - ）は、日本のアラビア語会議通訳者、コンサルタント、中東問題研究家、文筆家。中東のメディア、ジャーナリズムに造詣が深く、アルジャジーラなどに人脈を持つ。暴力的過激主義対策研究者。旅行サービス手配業務取扱管理者。海外旅行アドバイザー。

## 経歴
1959年、香川県大川郡津田町（現・さぬき市）に生まれる。県立高松高校、早稲田大学法学部（1983年卒）を経て外務省に入り、アラビア語を学ぶ。在外研修地はアレキサンドリア、カイロ。カイロ・アメリカン大学（The American University in Cairo）中東研究科修士中退。
1987年在カタール日本国大使館三等書記官、1989年在チュニジア日本国大使館二等書記官を経て、PLO本部との連絡要員として、アラファト議長府、PLO政治局、マフムード・アッバース（現パレスチナ議長）事務所、PLO経済局（クレア元パレスチナ自治政府首相）と親交。1993年に外務省中近東第二課赴任。外相、総理通訳を経験するが、「湾岸戦争における日本の『敗北』の責任を取って」（本人の説明）早期退職。
1994年、中東メディアに関する情報や、アラビア語を中心とする諸言語の通訳・翻訳を手がける民間企業、有限会社エリコ通信社を設立、同代表取締役に。経営者、通訳・翻訳者、研究者として「三足の草鞋」を履く。2004－11年、多摩美術大学非常勤講師（イスラム文化論）。2016年4月～東海大学客員教授（平和戦略国際研究所）。暴力的過激主義対策（P/CVE）を中心に研究、執筆活動。2013年より一般社団法人内外情勢調査会が監修、時事総研が発行する「コメントライナー」の執筆陣に加わり、現在も出稿中。
2018年、初めて訪れたアルバニア・コソボ・マケドニア（現北マケドニア）が気に入り、旅行サービス手配業務を開始するきっかけとなる。
2020年6月、小池百合子東京都知事のアラビア語能力を疑問視する記事が出回ると、「知事のアラビア語能力は高い」とのツィートを発して注目された。

## 主な通訳・同時通訳歴
- 2001年11月 -02年7月 : スカイパーフェクTV!・「アルジャジーラ」日本語解説放送（同時通訳）
- 2002年10月 - : NHK衛星第一放送にてアルジャジーラ・ニュースの「時差通訳」
- 2003年12月 : アルジャジーラによる小泉純一郎総理インタビューの通訳
- 2017年2月：アルアラビーヤによる安倍晋三総理インタビューの通訳

過去に通訳したアラブ諸国要人（元首級のみ）：エジプト/ムバラク大統領、シーシ大統領、クウェート/サバーハ首長、サウジアラビア/サルマーン皇太子（現国王）、UAE/ムハンマド・ドバイ首長、イエメン/サレハ大統領、カタール/ハマド首長、タミーム首長、パレスチナ/アラファト議長、アッバース大統領、チュニジア/ベンアリ大統領、カーイドエルセブシ衆議院議長（後に大統領）、イラク/マリキ首相、ヨルダン/アブドラ2世国王

## 著書・寄稿
- 『イラク再生』 2003年3月 第三文明社刊 ISBN 978-4476032512
- （寄稿）「アルジャジーラがもたらしたメディア新時代」2003年7月ー『イラク戦争、検証と展望』岩波書店 ISBN 4-00-022130-2
- （寄稿）「暴力的過激主義対策（CVE）と国際協力」ー（社）日本安全保障・危機管理学会機関誌「安全保障と危機管理」（2018年夏号Vol.44）
- （寄稿）「岐路に立つ政治的イスラム」ーHuman Security　No.12 2021/22 東海大学平和戦略国際研究所